# Zeytinli, Edremit
Zeytinli là một thị trấn thuộc huyện Edremit, tỉnh Balıkesir, Thổ Nhĩ Kỳ. Dân số thời điểm năm 2010 là 16.722 người.